# 392 Вільгельміна
392 Вільгельміна (392 Wilhelmina) — астероїд головного поясу, відкритий 4 листопада 1894 року Максом Вольфом у Гейдельберзі.